# Dick Tracy (1990)
Dick Tracy é um filme estadunidense de 1990 dos gêneros ação, crime e comédia, dirigido por Warren Beatty, baseado na história em quadrinhos de mesmo nome, criada por Chester Gould. O Filme é estrelado por Warren Beatty, Al Pacino, Dustin Hoffman e Madonna.
Foi o primeiro filme feito com som digital e seu orçamento foi de 47 milhões de dólares.

## Sinopse
Algures num beco mal frequentado de uma cidade sem nome, um garoto das ruas (Charlie Korsmo) testemunha o massacre de um bando de gangsters às mãos de Flattop e Itchy, dois membros do gang de Alphonse "Big Boy" Caprice (Al Pacino). O detective Dick Tracy (Warren Beatty) é chamado a investigar a cena do crime, onde os criminosos lhe deixaram uma ameça escrita com balas na parede. Mais tarde, Tracy surpreende o garoto em flagrante delito, resgatando-o de um violento pai adoptivo. Sem saber o que fazer com ele, Tracy acolhe em sua casa o rapaz, que apenas responde pelo nome de "Miúdo", com a ajuda da sua namorada, Tess Trueheart. (Glenne Headly)
Enquanto isso, Big Boy obriga um chefe rival da máfia, Lips Manlis (Paul Sorvino) a passar-lhe a propriedade do Club Ritz, a casa de espectáculos que possui e onde a estrela maior é a sedutora Breathless Mahoney (Madonna). Em seguida, Big Boy assassina Manlis, cobrindo-o com cimento e atirando-o para o rio. Tracy investiga o desaparecimento de Lips Manlis e interroga Flattop, Itchy e o atrapalhado Mumbles (Dustin Hoffman), dirigindo-se em seguida ao Club Ritz e mandando prender Big Boy. Breathless é a única testemunha, mas recusa-se a depôr, tentando em vez disso seduzir Tracy.  Sem provas nem testemunhas, Big Boy é posto em liberdade. Este organiza um encontro com os principais líderes do crime organizado, ordenando-lhes que se juntem sob a sua liderança. Spud Spaldoni (James Caan) recusa e é assassinado. Dick Tracy, que espiava a reunião em segredo, fica intrigado e tenta saber mais. No dia seguinte, o gang de Big Boy rapta Tracy. Big Boy tenta suborná-lo com uma grande quantidade de dinheiro, mas Tracy recusa e é deixado preso a uma caldeira em ebulição, sendo salvo no último minuto pelo Miúdo, que é premiado pela polícia com um certificado honorário de detective, que permanecerá temporário até que este escolha um nome para si.
Breathless surge no apartamento de Tracy, tentando seduzi-lo de novo. Este não resiste a beijá-la e é surpreendido por Tess, que, destroçada, sai da cidade. Tracy lidera uma rusga no Club Ritz de forma a criar uma diversão para que o agente "Bug" Bailey possa operar um equipamento de vigilância por cima do escritório de Big Boy. Através deste dispositivo, Tracy consegue antecipar todas as jogadas de Big Boy, derrubando as suas actividades. Bailey inadvertidamente deixa cair café através do orifício por onde passa o microfone. Big Boy descobre então a escuta, usando-a para atrair Dick Tracy para uma cilada. Quando os gangsters surpreendem Tracy, são inesperadamente mortos por um estranho criminoso sem cara, conhecido por "The Blank", salvando Tracy, que resgatava Bug de um banho de cimento. Big Boy está furioso. Tracy pressiona Breathless para testemunhar, mas esta só aceita se Tracy admitir que a deseja. Tess regressa, e Blank, com a ajuda de 88 Keys, o pianista do Club Ritz, usa-a para criar uma cilada em que Tracy é drogado, posto inconsciente num quarto de hotel e acusado de assassinar o procurador geral, John Fletcher (Dick Van Dyke). Após ser apanhado, Tracy é preso. O Miúdo visita-o, revelando-lhe que decidiu adoptar o nome de Dick Tracy Jr.
Com liberdade total de movimentos, o império de Big Boy solidifica-se, mas Blank coloca Tess no sótão do Club Ritz, implicando Big Boy no seu rapto. Tracy é libertado pelo seus colegas, que interrogam Mumbles, ficando a saber que o pianista está por trás da sua falsa incriminação. No Club Ritz celebra-se o ano novo, mas a polícia rodeia o local. Big Boy e os seus capangas tentam fugir pela porta de frente, mas são quase todos mortos. Big Boy abandona o gang, escapando por um túnel com Tess, levando-a para uma ponte levadiça, que estes não conseguem atravessar a tempo. Big Boy prende Tess às rodas dentadas do mecanismo da ponte. Tracy confronta-o, mas a luta é interrompida por Blank, que diz a Tracy para matar Big Boy, de forma a que ambos possam tomar conta da cidade. Quando Blank faz tenção de disparar sobre Tracy, o Miúdo aparece e derruba-o. Big Boy aproveita a distração para disparar sobre Blank. Tracy empurra-o e Big Boy cai para dentro do mecanismo da ponte, morrendo. Blank está ferido. Ao levantar a máscara, Tracy percebe que Blank é Breathless, que beija Tracy antes de morrer. Tracy acaba por ser ilibado de todas as acusações.
Tracy pede Tess em casamento. Mas no preciso momento em que faz o pedido, recebe o comunicado de que está um assalto a decorrer. Tracy deixa Tess com o anel, saindo em direcção à cena do crime com Dick Tracy Jr.

## Elenco[2]
- Warren Beatty .... Dick Tracy
- Al Pacino .... Alphonse "Big Boy" Caprice
- Dustin Hoffman .... Mumbles
- Madonna .... Breathless Mahoney
- Charlie Korsmo .... Dick Tracy Jr.
- Michael Donovan O'Donnell .... Sr. Gillicuddy
- Jim Wilkey .... Stooge
- Kathy Bates .... Sra. Green
- Dick Van Dyke .... D.A. Fletcher
- Catherine O'Hara .... Texie Garcia
- Henry Silva .... Influence
- Mandy Patinkin .... 88 Keys
- Paul Sorvino .... Lips Manlins
- Lew Horn .... Lefty Moriarty
- Stig Eldred .... Shoulders
- Lawrence Steven Meyers .... Little Face
- William Forsythe .... Flattop
- James Caan .... Spaldoni
- Ed O'Ross .... Itchy
- Seymour Cassel .... Sam Catchem
- James Keane .... Pat Patton
- Charles Durning .... chefe Brandon
- Glenne Headly .... Tess Trueheart
- Estelle Parsons .... Sra. Trueheart
- Marvelee Cariaga .... soprano

## Principais prêmios e indicações
Oscar 1991 (EUA)
- Venceu nas categorias de melhor direção de arte, melhor maquiagem e melhor canção original (Sooner or Later, cantada por Madonna).
- Indicado nas categorias de melhor ator coadjuvante (Al Pacino), melhor som, melhor figurino e melhor fotografia.

Globo de Ouro 1991 (EUA)
- Indicado nas categorias de melhor filme - comédia / musical, melhor ator coadjuvante (Al Pacino) e melhor canção original (Sooner or Later (I Always Get My Man) e What Can You Lose?).

BAFTA 1991 (Reino Unido)
- Venceu nas categorias de melhor maquiagem e melhor desenho de produção.
- Indicado nas seguintes categorias de melhor ator coadjuvante (Al Pacino), melhores efeitos especiais, melhor som, melhor edição e melhor figurino.